# Julien Ignacio
Julien Ignacio (Boxtel, 27 april 1969) is een Nederlands-Arubaanse schrijver van romans, korte verhalen, blogs en theaterteksten. Zijn werk kenmerkt zich door een afwisselend rauwe en dan weer poëtische, magisch realistische stijl en toon. 

## Leven
Julien Ignacio groeide op in Rhenen en Veenendaal als zoon van een Nederlandse moeder en een Arubaanse vader, geboren op Curaçao. In 1988 deed hij eindexamen atheneum op het Christelijk Lyceum Veenendaal. In 1992 behaalde hij zijn doctoraal Europese Studies aan de universiteit van Amsterdam. Na een wereldreis van twaalf maanden naar Azië en Australië studeerde hij in 1997 als literatuurwetenschapper aan de UvA summa cum laude af op het werk van Marcel Proust en Arthur Schopenhauer.
Ignacio was van 2020 tot 2024 bestuurslid van de Werkgroep Caraïbische Letteren. In november 2023 verzorgde hij de Cola Debrot-lezing.
Ignacio woont en werkt in Amsterdam en heeft twee zoons. 

## Werk
In 1999, na een verblijf van zes maanden in Colombia en West-Afrika, schreef en regisseerde Ignacio zijn eerste theatervoorstelling Trans in het Zeebeltheater in Den Haag. In 2000 verscheen zijn eerste prozatekst 'Het boek van Daniel' in literair tijdschrift Schrijven. Tussen 2001 en 2003 verbleef Ignacio twee jaar op Aruba, Curaçao en Sint Maarten, waar hij zijn roman Schrikkelkind schreef, die onuitgegeven bleef. Nadat hij in 2008 de El Hizjra-Literatuurprijs won voor zijn eenakter Hotel Atlantis, richtte hij samen met filmregisseuse Tallulah Schwab en actrice Myrna Versteeg de toneelgroep tgDakota op. In 2009 speelde tgDakota Ignacio’s theatertekst Een soort Atlantis in verscheidene theaters in Amsterdam.
In 2011 ondertekende Ignacio een contract bij Uitgeverij Van Oorschot voor zijn debuutroman Kus, een vader-zoon-verhaal dat in 2018 uitkwam. Deze debuutroman werd genomineerd voor De Bronzen Uil 2019. In 2023 verscheen zijn tweede boek Goudjakhals, een hybride mozaïekvertelling waarin diverse migrantenverhalen uit heden en verleden samenkomen.
Sinds 2014 is Ignacio ook actief als blogger en voor de blog van literair tijdschrift Tirade. Tussen 2018 en 2023 was Ignacio mederedacteur van Tirade. Hij publiceerde in dit tijdschrift de korte verhalen 'Wormgat', 'Dagboek van een Boreaal', 'GPS' en 'Het Silvere Koord'.
Samen met schrijver Raoul de Jong en hoogleraar Nederlands-Caraïbische letteren Michiel van Kempen stelde Ignacio Dat wij zongen – twintig schrijvers om nooit te vergeten samen dat in 2022 werd gepubliceerd door Das Mag, in samenwerking met de Werkgroep Caraïbische Letteren. Het boek bevat 21 essays over 20 Nederlands-Caraïbische auteurs.
In 2023 kwam zijn tweede boek Goudjakhals uit. Het bevat een aaneengeregen kralenketting van migrantenverhalen. Ieder verhaal laat een gezicht zien dat schuilgaat achter de ‘migrantenstroom’. Het boek gaat van de fonkelnieuwe grachten van Amsterdam in de Gouden Eeuw en de zonnige, dansende eilanden Aruba en Curaçao naar de kapotgeschoten straten van Beiroet en Aleppo en de erbarmelijke omstandigheden in een opvangkamp op Lesbos. Het boek spreekt over liefde en familie, maar ook over de eenzaamheid van een Palestijn met een gebroken hart en een Iraanse Koerd die in onmogelijke omstandigheden vriendschap sluit met een Artificiële Intelligentie (AI). De verhalen, die de late 17e eeuw tot de nabije toekomst overspannen, behandelen politiek en sociale tegenstellingen, het kafkaëske lot van de illegaal en de bootvluchteling, maar vooral ook de zachte krachten die uiteindelijk zullen overwinnen. Op 20 februari 2025 werd Goudjakhals bekroond met de J.M.A. Biesheuvelprijs. 

## Theaterteksten
- 1999 - Trans (opgevoerd in Theater Zeebelt, Den Haag)
- 2004 - Paradijs verloren (opgevoerd in Theater Perdu, Amsterdam)
- 2005 - Nessun Dorma (opgevoerd in De Balie, Amsterdam)
- 2007 - Een soort Atlantis (opgevoerd in Theater Bellevue, Amsterdam)
- 2007 - Daniel & de duivel (opgevoerd in Compagnietheater, Amsterdam)
- 2009 - Hotel Atlantis (opgevoerd Ostadetheater, Amsterdam; Rozentheater, Amsterdam en Studio/K, Amsterdam)

## Prijzen
- 2024 - Eerste Amarte Literatuurprijs voor Goudjakhals